# Don't Raise the Bridge, Lower the River
Don't Raise the Bridge, Lower the River is een Britse komische film uit 1968 met Jerry Lewis in de hoofdrol. De regie was in handen van Jerry Paris.

## Verhaal
George Lester is een Amerikaanse zakenman die in Londen leeft met zijn vrouw Pamela. Hij droomt ervan snel rijk te worden en bedenkt allerlei plannen die hen over de hele wereld brengen maar die nooit wat opleveren. Zijn vrouw wordt dat beu en gaat weg bij hem. Om een echtscheiding te vermijden bouwt hij haar huis om tot een Chinese discotheek, maar daar wil zij niets van weten. William "Willy" Homer, een Engelsman die in duistere zaakjes doet komt hem ter hulp. Ze proberen aan geld te komen door de  plannen van een olieboor, die gestolen zijn van Pamela's nieuwe vriend, te verkopen in Lissabon aan Arabische sjeiks. Dat loopt na veel gedoe ook op niets uit en George keert terug naar zijn vrouw en belooft haar nooit meer aan "wordt snel rijk"-plannen mee te doen. Tot Willy op de proppen komt met een nieuw plan...

## Rolverdeling
| Acteur             | Personage        |
| ------------------ | ---------------- |
| Jerry Lewis        | George Lester    |
| Jacqueline Pearce  | Pamela Lester    |
| Bernard Cribbins   | Fred Davies      |
| Terry-Thomas       | H. William Homer |
| Patricia Routledge | Lucille Beatty   |